# Tariego de Cerrato
Tariego de Cerrato är en kommun i Spanien.   Den ligger i provinsen Provincia de Palencia och regionen Kastilien och Leon, i den centrala delen av landet, 180 km norr om huvudstaden Madrid. Antalet invånare är 529. Arean är 20,0 kvadratkilometer.
Terrängen i Tariego de Cerrato är lite kuperad.